# Prost AP03
O Prost AP03  é o modelo da Prost da temporada de 2000 da Fórmula 1. Foi pilotado na temporada por Jean Alesi e Nick Heidfeld. O AP03 foi o último carro da Prost a utilizar os motores Peugeot, que após o fim da temporada de 2000, deixou o esporte.

## Histórico em Competição
Apesar do AP03 ter sido desenhado para disputar pódios na categoria, a temporada de 2000 foi desastrosa para a equipe francesa. Os carros eram lentos e não eram confiáveis, tendo terminado somente 10 das 17 corridas da temporadas, apesar de Jean Alesi ter marcado ter qualificado na 8ª posição no GP de Mônaco de 2000 e chegado até a 4ª posição no GP da Bélgica de 2000, antes de abandonar por problemas no sistema de combustível do carro. A equipe não conseguiu pontuar durante a temporada, terminando em 11º lugar no mundial de construtores. 

## Resultados
Informações: Stats F1 
| Ano  | Chassi | Motor           | Pneus | N° | Pilotos       | 1   | 2   | 3   | 4   | 5   | 6   | 7   | 8   | 9   | 10  | 11  | 12  | 13  | 14  | 15  | 16  | 17  | Pontos | Posição  |  |
| ---- | ------ | --------------- | ----- | -- | ------------- | --- | --- | --- | --- | --- | --- | --- | --- | --- | --- | --- | --- | --- | --- | --- | --- | --- | ------ | -------- |  |
|      |        |                 |       |    |               | AUS | BRA | SMR | GBR | ESP | EUR | MON | CAN | FRA | AUT | GER | HUN | BEL | ITA | USA | JAP | MYS |        |          |  |
| 2000 | AP03   | Peugeot A20 V10 | B     | 14 | Jean Alesi    | Ret | Ret | Ret | 10  | Ret | 9   | Ret | Ret | 14  | Ret | Ret | Ret | Ret | 12  | Ret | Ret | 11  | 0      | NC (11º) |  |
| 2000 | AP03   | Peugeot A20 V10 | B     | 15 | Nick Heidfeld | 9   | Ret | Ret | Ret | 16  | EX  | 8   | Ret | 12  | Ret | 12† | Ret | Ret | Ret | 9   | Ret | Ret | 0      | NC (11º) |  |

† Completou mais de 90% da distância da corrida.